# Lijst van begrippen uit het jiujitsu
De volgende alfabetische lijst geeft begrippen uit het jiujitsu weer. Indien begrippen onder verschillende namen voorkomen, kunnen deze meerdere malen op de lijst voorkomen. De lijst is niet volledig.

## A
- Armworp
- Atemi
- Atemi-waza
- Ashi-waza

## B
- Beenworp
- Bo
- Budo

## D
- Dan
- Dojo

## E
- Ebi
- Empi

## G
- Gi
- Grote heupworp
- Goshi-waza
- Guruma

## H
- Heupworp
- Houdgreep
- Hodoki-waza

## I
- Ippon
- Ippon-ken

## J
- Jime-waza

## K
- Kata
- Kiai
- Kodokan
- Kopstoot
- Kote gaeshi
- Kyu

## M
- Mae-ukemi
- Mae-mawari-ukemi
- Mae Geri
- Mawashi Geri
- Mount

## N
- Natuurlijk wapen

## O
- Obi
- Offerworp
- O goshi
- O sotokari

## R
- Randori

## S
- Sensei

## T
- Tai sabaki
- Tatami
- Te-gatana
- Te-waza
- Tomoe nage
- Tori

## U
- Uke
- Ukemi
- Ukemi-waza
- Uke-waza

## V
- Valbreektechnieken
- Valbreken
- Verwurging

## W
- Waza
- Waza-ari
- Wurging

## Y
- Yoko-ukemi

## Z
- Za-zen
- Zenpo-kaiten
- Zori